# Саварна
Саварна (санскр. Savarnâ, буквально переводится «одинакового цвета с чем-либо», «одинаковая», «тождественная») — в индийской мифологии жена солнца и мать Ману Вайвасвата.
Саранью, жена Вивасвата, подставила Саварну вместо себя, когда бежала от мужа.
В «Вишну-пуране» Саварна является дочерью океана, женой правителя Прачинабархи и матерью десяти Прачетас.